# Trox maurus
Trox maurus är en skalbaggsart som beskrevs av Herbst 1790. Trox maurus ingår i släktet Trox och familjen knotbaggar. Inga underarter finns listade i Catalogue of Life.